# Juan Puigcerver Vilaseca
Juan Puigcerver Vilaseca (Vic, 1894-1984) fue un comerciante, perito mercantil y político español, alcalde de Vic entre 1947 y 1952.

## Biografía
Comerciante y perito mercantil, fue miembro de la Comunión Tradicionalista y, en la época de la Segunda República, de la CEDA. Durante la guerra civil permaneció oculto.
Finalizada la contienda, se afilió al partido del nuevo régimen, FET y de las JONS. En 1939 formó parte de la primera comisión gestora provisional del Ayuntamiento de Vic, en la que el entonces alcalde, José Salas Molas, lo acusó, junto con el gestor José Vilaplana Pujolar, de conspirar en su contra. Cesó como concejal en 1940.
El 12 de noviembre de 1947 fue nombrado alcalde, sucediendo a Manuel Riera Comella, cargo que ocupó hasta el 15 de diciembre de 1952.
Presidió la Acción Católica de la diócesis y fue diputado provincial entre 1949 y 1952.
Estuvo casado con la tarraconense Francisca Roca Rafi (1900-1979), con quien tuvo tres hijas: Rosa María, María Dolores y Francisca. En la década de 1940 compró la propiedad de can Co de Seva para veranear. El motivo de la adquisición era procurar un entorno de aire limpio y seco para su hija Francisca, de 12 años, que tenía bronquitis, así como por la abundancia de agua en la finca.